# (204) Callisto
Pour les articles homonymes, voir Callisto.
Ne doit pas être confondu avec Callisto (lune).
(204) Callisto est un astéroïde de la ceinture principale découvert par Johann Palisa le 8 octobre 1879. A ne pas confondre avec Callisto, lune de Jupiter.

## Compléments